# Aidan Wojtak-Hissong
Aidan Wojtak-Hissong est un acteur américano-canadien.

## Biographie
Aidan Wojtak-Hissong naît au Canada. Il a deux frères, dont l'acteur Finlay et Coleby.
En 2014, il commence sa carrière à la télévision dans le seconde saison de la série canadienne The Stanley Dynamic dans le rôle du jeune Larry.
En 2015, après une brève apparition dans le film d'horreur Pay the Ghost d'Uli Edel, il interprète le rôle de Tyler dans le téléfilm La Robe de la mère Noël (Charming Christmas) de Craig Pryce aux côtés de Julie Benz et David Sutcliffe. Même année, il prête la voix de Jacob dans la série d'animation Playdate.
En 2020, il est Liam Novak, le jeune frère de Sydney (Sophia Lillis) dans la série I Am Not Okay with This, d'après le roman graphique Pauvre Sydney ! de Charles Forsman, diffusée sur Netflix.

## Filmographie

### Long métrage
- 2015 : Pay the Ghost d'Uli Edel : le plus jeune des enfants

### Téléfilms
- 2015 : La Robe de la mère Noël (Charming Christmas) de Craig Pryce : Tyler
- 2018 : The Mission de Michael Offer : Angelo

### Séries télévisées
- 2014 : The Stanley Dynamic : Larry, jeune (saison 2, épisode 13 : The Stanley Birthday)
- 2015 : Playdate : Jacob (41 épisodes, voix)
- 2016 : Slasher : Jake Vaughn (2 épisodes)
- 2017 : Saving Hope, au-delà de la médecine (Saving Hope) : Colin Kilbride (saison 5, épisode 5 : Tested and Tried)
- 2017 : Dino Dana : Kent (saison 1, épisode 12 : Face Your Fearosaurus - Herd It Loud and Clear)
- 2018 : Falling Water : Frank (9 épisodes)
- 2018 : Pyjamasques (PJ Masks) : le chat tigré bleu bavard (saison 2, épisode 10 : Robot's Pet Cat / Gekko, Master of the Deep, voix)
- 2018 : Let's Go Luna! : Leo (8 épisodes, voix)
- 2019 : Abby Hatcher (saison 1, épisode 2 : When Abby Met Bozzly / Hair Flair Everywhere, voix)
- 2019 : Corn et Peg (Corn & Peg) : Slater (saison 1, épisode 1 : Deputy Do Gooders / Horse Play, voix)
- 2019-2020 : Butterbean's Café : Marzipan (3 épisodes, voix)
- 2020 : I Am Not Okay with This : Liam Novak (6 épisodes)